# Azteca duckei
Azteca duckei is een mierensoort uit de onderfamilie van de Dolichoderinae. De wetenschappelijke naam van de soort is voor het eerst geldig gepubliceerd in 1906 door Auguste Forel.